# Сервит, Мирослав
Ми́рослав Се́рвит (чеш. Miroslav Servít, 1886—1959) — чешский лихенолог и бриолог.

## Биография
Родился 17 декабря 1886 года в Зволе-над-Пернштейнем (ныне — в районе Ждяр-над-Сазавоу) в семье фермера. Учился в реальной школе в Нове-Место-на-Мораве, окончив её в 1905 году — в школе живописи. Высшее образование получал на естественнонаучном факультете Карлова университета в Праге и в Пражской сельскохозяйственной академии.
С 1910 по 1914 год Сервит работал ассистентом в Таборской сельскохозяйственной академии. В 1915 году он получил степень доктора философии. С 1920 года Сервит являлся профессором государственной сельскохозяйственной экспериментальной станции в Горжице, с 1923 года был её директором. С 1936 по 1943 год Мирослав Сервит руководил Сельскохозяйственной академией в Градец-Кралове.
После окончания Второй мировой войны М. Сервит в 1945 году был назначен директором Каданьской высшей сельскохозяйственной школы. Сервит издал множество публикаций по лихенологии, пересмотрел систематику множества родов лишайников.
В 1950 году из-за разногласий с коммунистическим правительством Чехословакии он был вынужден уйти в отставку, после чего несколько лет преподавал в школе в Клаштерец-над-Огржи, где немногие знали о его вкладе в науку, между тем продолжая печатать статьи. 6 апреля 1959 года Мирослав Сервит скончался.

## Некоторые научные работы
- Servít, M. (1910). První příspěvek ku lichenologii Moravy. 83 p.
- Servít, M. (1954). Lichenes Familiae Verrucariacearum. 250 p.

## Роды, названные в честь М. Сервита
- Servitia M.S.Christ. & Alstrup, 2001